# Echinoporia aculeifera
Echinoporia aculeifera är en svampart som först beskrevs av Berk. & M.A. Curtis, och fick sitt nu gällande namn av Leif Ryvarden 1984. Echinoporia aculeifera ingår i släktet Echinoporia och familjen Schizoporaceae.   Inga underarter finns listade i Catalogue of Life.